# 920

## Nașteri
- dată necunoscută: Edmund I al Angliei  (d. 946)
- septembrie: Ludovic al IV-lea al Franței  (d. 954)
- dată necunoscută: Al-Mutanabbi  (d. 965)
- dată necunoscută: Haakon I al Norvegiei al treilea rege al Norvegiei (d. 961)
- dată necunoscută: Liutprand de Cremona  (d. 972)
- dată necunoscută: Henric I de Bavaria  (d. 955)
- dată necunoscută: Conrad cel Roșu  (d. 955)
- dată necunoscută: Atanasie Athonitul  (d. 1000)
- dată necunoscută: Robert de Vermandois  (d. 966)
- dată necunoscută: Conrad I de Suabia  (d. 997)
- dată necunoscută: Aryabhata II  (d. 1000)
- dată necunoscută: Luitgarda de Vermandois  (d. 981)
- dată necunoscută: Reginar al III-lea de Hainaut politician belgian (d. 973)